# Серра-Ломбарда
Серра-Ломбарда (порт. Serra Lombarda) — горы на севере Бразилии, занимает северо-восток штата Амапа. Представляет собой часть Гвианского нагорья. В Серра-Ломбарда берут начало Калсуэни, а также Кассипоре и Амапа-Гранде, которые впадают в Арагуари (река). Все реки принадлежат бассейну Атлантического океана.